# Trigonognathus kabeyai
Trigonognathus kabeyai är en hajart som beskrevs av Kenji Mochizuki och Ohe 1990. Trigonognathus kabeyai ingår i släktet Trigonognathus och familjen lanternhajar. Inga underarter finns listade i Catalogue of Life.
Arten förekommer i Stilla havet vid Japan, Taiwan och Hawaii. Den vistas i regioner som ligger 250 till 1000 meter under havsytan. Exemplaren blir upp till 54 cm långa. Individer av hankön kan vara könsmogna vid en längd av 42 till 47 cm och av honkön vid 52 cm. Honor lägger inga ägg utan föder levande ungar. Ungarna är vid födelsen cirka 17 cm långa.
Trigonognathus kabeyai fångas ibland av lokala fiskare. Några exemplar hamnar som bifångst i fiskenät. Hela populationen anses vara stabil. IUCN kategoriserar arten globalt som livskraftig.